# Bajt Umm al-Majs
Bajt Umm al-Majs (arab. بيت أم الميس) – nieistniejąca już arabska wieś, która była położona w Dystrykcie Jerozolimy w Mandacie Palestyny. Wieś została wyludniona i zniszczona podczas I wojny izraelsko arabskiej (al-Nakba), po ataku Sił Obronnych Izraela w dniu 21 października 1948.

## Położenie
Bajt Umm al-Majs leżała wśród wzgórz Judei, w odległości 14 kilometrów na zachód od miasta Jerozolima. Według danych z 1945 do wsi należały ziemie o powierzchni 101,3 ha. We wsi mieszkało wówczas 70 osób.
| własność gruntów | powierzchnia gruntów (hektary) |
| ---------------- | ------------------------------ |
| Arabowie         | 101,3                          |
| Żydzi            | 0                              |
| publiczne        | 0                              |
| Razem            | 101,3                          |

| Rodzaj użytkowanych gruntów | hektary |
| --------------------------- | ------- |
| uprawy nawadniane           | 5,1     |
| uprawy zbóż                 | 27,3    |
| nieużytki                   | 68,7    |
| zabudowane                  | 0,2     |

## Historia
W czasach Krzyżowców wieś nazywała się Beittelamus.
W okresie panowania Brytyjczyków Bajt Umm al-Majs była małą wsią.
Podczas I wojny izraelsko-arabskiej w drugiej połowie maja 1948 wieś zajęły egipskie oddziały. Podczas operacji Ha-Har w nocy z 20 na 21 października 1948 wieś zajęli Izraelczycy. Mieszkańcy zostali wysiedleni, a wszystkie domy wyburzono.

## Miejsce obecnie
Na gruntach wioski Bajt Umm al-Majs powstał w 1948 moszaw Ramat Razi'el, oraz w 1950 wieś Ejtanim i moszaw Giwat Je’arim.
Palestyński historyk Walid Chalidi, tak opisał pozostałości wioski Bajt Umm al-Majs: „Teren pokryty jest dzikimi trawami, które porastają pozostałości kamiennych tarasów. Wzdłuż tarsów rośnie kilka migdałowców, drzew oliwkowych i figowców. Na północnym krańcu są pozostałości zburzonego domu z zachowanym fragmentem bramy. Po stronie południowej są ruiny innego domu ze studnią. Na zachodzie można zobaczyć dwie jaskinie”.